# Hołubyne
Hołubyne (ukr. Голубине) – wieś na Ukrainie, w obwodzie zakarpackim, w rejonie mukaczewskim, w hromadzie Polana. W 2001 liczyła 2781 mieszkańców, wśród których 2749 wskazało jako ojczysty język ukraiński, 22 rosyjski, 5 węgierski, 1 białoruski, 2 polski, a 2 słowacki.